# ناتشو دييز
ناتشو دييز (بالإسبانية: Nacho Díez)‏ مواليد 23 أبريل 1996 في مدريد، هو لاعب كرة سلة محترف إسباني ويحمل الرقم 11. يبلغ طوله 6 قدم 7 بوصة (2.0 م). حاليا هو قائد فريق ريال مدريد بالونكيستو تحت سن 18 عاما.